# Limnocentropus apollon
Limnocentropus apollon is een schietmot uit de familie Limnocentropodidae. De soort komt voor in het Oriëntaals gebied.